# São Carlos
Pour les articles homonymes, voir São Carlos (homonymie).
São Carlos (« Saint Charles » en français) est une ville brésilienne du centre de l'État de São Paulo. Sa population estimée par l'IBGE au 1er juillet 2022 était de 256 915 habitants, répartis sur une superficie totale de 1 136 907 km². La ville est composée du siège et des districts d'Água Vermelha, Bela Vista São-carlense, Santa Eudóxia et Vila Nery.
La ville est un important centre industriel régional, avec une économie basée sur les activités industrielles, les services et l'agriculture (dans ce secteur, se distingue la production d'oranges, de lait et de poulet). Desservie par les réseaux routier et ferroviaire, São Carlos abrite une unité commerciale de la multinationale suisse Leica Geosystems et des unités de production de certaines multinationales, dont Volkswagen, Faber-Castell (la filiale de São Carlos est la plus grande du groupe au monde, produisant 1,5 milliard crayons par an), Electrolux, Tecumseh, Husqvarna, LATAM, Serasa Experian et BB-MAPFRE Insurance Group. Certaines unités de production d'entreprises nationales, notamment São Carlos Towels, São Carlos Carpets, São Carlos Paper, Prominas Brasil, Latina, Engemasa, Apramed, Piccin et XMobots.

## Géographie
Situé à la source du Rio Monjolinho (pt), São Carlos se trouve à environ 250 km au nord-ouest de la ville de São Paulo.
La municipalité s'étend sur 1 136,907 km2.

## Démographie
Sa population était de 221 950 habitants au recensement de 2010.

## Maires
| Période | Période | Identité                      | Étiquette | Qualité |
| ------- | ------- | ----------------------------- | --------- | ------- |
| 1989    | 1992    | Neurivaldo José de Guzzi      | PTB       |         |
| 1993    | 1996    | Rubens Massucio               | PSDC      |         |
| 1997    | 2000    | João Octávio Dagnone de Melo  | PFL       |         |
| 2001    | 2008    | Newton Lima Neto              | PT        |         |
| 2009    | 2012    | Oswaldo Baptista Duarte Filho | PT        |         |

## Économie
São Carlos est un important centre industriel et de technologie.

## Transports
La municipalité possède un aéroport.

## Médias
Au téléphonie, la ville était desservie par Telecomunicações de São Paulo. En juillet 1998, elle a été rachetée par la société espagnole Telefónica, qui a adopté la marque Vivo en 2012.
À l'heure actuelle est un opérateur de téléphonie mobile, téléphonie fixe, internet (fibre optique/4G), et télévision (satellite et câble).

## Personnalités liées à la ville
- Ronald Golias, acteur et humoriste, est né à São Carlos en 1929.
- Maurren Maggi, athlète spécialiste du saut en longueur et du 100 mètres haies, est née à São Carlos en 1976.
- Izabel Goulart, mannequin est née à São Carlos le 23 octobre 1984.